# Illiesonemoura pakistani
Illiesonemoura pakistani är en bäcksländeart som först beskrevs av Aubert 1959.  Illiesonemoura pakistani ingår i släktet Illiesonemoura och familjen kryssbäcksländor. Inga underarter finns listade i Catalogue of Life.